# Myrcia debilis
Myrcia debilis är en myrtenväxtart som beskrevs av Jacques Cambessèdes. Myrcia debilis ingår i släktet Myrcia och familjen myrtenväxter. Inga underarter finns listade i Catalogue of Life.